# Kreuth, Trg
Kreuth je naselje v Občini Trg v Okraju Trg na Koroškem v Avstriji.